# Айвазовський Іван Костянтинович
Іва́н Костянти́нович Айвазо́вський (рос. Иван Константинович Айвазовский, вірм. Հովհաննես Այվազյան — Ованес Айвазян, 17 (29) липня 1817, Феодосія — 19 квітня (2 травня) 1900, Феодосія) — російський художник-мариніст і баталіст вірменського походження. Брат вірменського історика та архієпископа Вірменської апостольської церкви Габріела Айвазовського.
Окрім морської тематики, працював і в інших жанрах живопису: від анімалізму та портрету (автопортрету) до релігійного та міфологічного живопису.
Айвазовський є автором понад 6 000 різних творів (картин, акварелей, малюнків). Його полотна прикрашають музеї та приватні зібрання по всьому світу. За понад 60 років творчої кар'єри Айвазовський брав участь у понад 120-ти художніх виставках, понад половина з яких були персональними.
Окрім слави художника, Айвазовський відомий також як колекціонер, меценат, живописець Головного морського штабу, академік, професор, почесний член Імператорської академії мистецтв, академій мистецтв в Амстердамі, Римі, Парижі, Флоренції та Штутгарті.
За висловом Івана Крамського, «Айвазовський, хто і що б там не казав, є зірка першої величини, у будь-якому разі, і не тільки у нас, а в історії мистецтва взагалі».

## Життєпис
Народився в сім'ї вірменського крамаря, родина якого переселилася до Криму з Галичини в 1812 році, куди його предки потрапили із Західної Вірменії, яка належала Османській імперії. Сім'я жила бідно, і вже в 10 років Іван працював у міській кав'ярні. Він прекрасно грав на скрипці та співав, але найбільшою радістю для нього було малювати самоварним вугіллям на стінах будинків. Цей «настінний живопис» помітив архітектор Яків Християнович Кох, який подарував Івану перші олівці та папір, а потім показав малюнки градоначальнику Казначеєву Олександру Івановичу. Олександр Іванович, ставши губернатором, забрав підлітка із собою до Сімферополя, поселив у своєму будинку, віддав до гімназії.
Першим його учителем малювання був художник із німецьких колоністів Йоганн Людвіґ Ґросс. Упродовж 1833—1837 років навчався у Петербурзькій Академії мистецтв (у пейзажному класі Максима Воробйова, у запрошеного з Франції художника морських видів Філіппа Таннера та у класі батального живопису Олександра Зауервейда). Вплив на творчість Айвазовського мав також Карл Брюллов.
1840 року Іван Айвазовський подорожував за кордоном, працював у Римі, Неаполі, Сорренто, Венеції, Парижі, Лондоні, Амстердамі. 1845 року на запрошення султана Османської імперії побував у Стамбулі. Пізніше відвідував це місто ще 8 разів з 1845 до 1890 року, писав полотна на замовлення султанів. 30 цих робіт виставлено в музеї імперії у стамбульському палаці Долмабахче.
Після свого повернення назавжди оселився у кримській Феодосії, де збудував будинок та майстерню, влаштовував виставки. Грошові надходження, виручені від продажу картин, передав місту для проведення у Феодосію питної води, будівництва залізниці та порту, заснував у місті художнє училище, археологічний музей, багато передавав на добродійні цілі, а у 1880 році заснував картинну галерею, яка наразі названа на його честь. З 1844 року — академік Петербурзької академії мистецтв, а з 1887 року — її почесний член. З 1894 року — член Товариства південноросійських художників в Одесі.
Мав власний маєток «Шах-мамай», про який відомо з листа А. П. Чехова до своєї сестри:
Вчора їздив у Шах-мамай, маєток Айвазовського, за 25 верст від Феодосії. Сам Айвазовський, бадьорий старий років 75, являє собою дещо середнє між добродушним вірменином і зажерливим архіреєм; повний власної гідності, руки має м'які і подає їх по-генеральськи. Недалекий, втім натура складна і гідна уваги. У собі одному він суміщає і генерала, і архірея, і художника, і вірменина, і наївного діда, і Отелло. Одружений з молодою і дуже красивою жінкою, яку тримає в їжачках. Знайомий з султанами, шахами і емірами. Писав разом із Глінкою «Руслана і Людмилу». Товаришував із Пушкіним, але його твори не читав. У своєму житті не прочитав ні однієї книжки. Коли йому пропонують прочитати, він говорить «Навіщо мені читати, якщо в мене є власна думка?». Маєток розкішний, настільки казковий, таке можна побачити в Персії.— 
Наприкінці життя передав у дарунок рідному місту будинок і майстерню, картини й скульптурні композиції. Навіть за кілька годин до смерті художник працював над картиною — «Вибух турецького корабля» (1900).

## Творчість
Ранні твори, такі як «Морський берег» (1840), «Дев'ятий вал» (1850) та ін., написані Айвазовським під впливом романтизму.
Пізніше у творчості художника з'явилися реалістичні мотиви: «Чорне море» (1881), «Серед хвиль» (1898).
| - Особливо відомий як баталіст, картинами: - «Чесменський бій» (1848), - «Наваринський бій» (1848), - «Пожежа Москви в 1812 р.» (1851), - «Сінопський бій» (1853), - «Облога Севастополя» (1854), - «Бій пароплава „Веста“» (1877), - «Узяття Карса» (1881), - «Чорноморський флот у Феодосії» (1890), - «Бій брига „Меркурій“» (1892) та ін. | - Пейзажі Криму: - «Ялта» (1838), - «Місячна ніч у Гурзуфі» (1839), - «Кав'ярня в Криму» (1847) та ін. - Картини українських пейзажів та на побутові теми: - «Чумаки в степу вночі» (1855), - «Очерет на Дніпрі» (1857), - «Український пейзаж» (1868), - «Млин на березі річки. Україна» (1880). - «Весілля в Україні» (1891), - «Під час жнив» (1891). |

Деякі полотна присвятив перебуванню Олександра Пушкіна на берегах Чорного моря.

### Галерея робіт

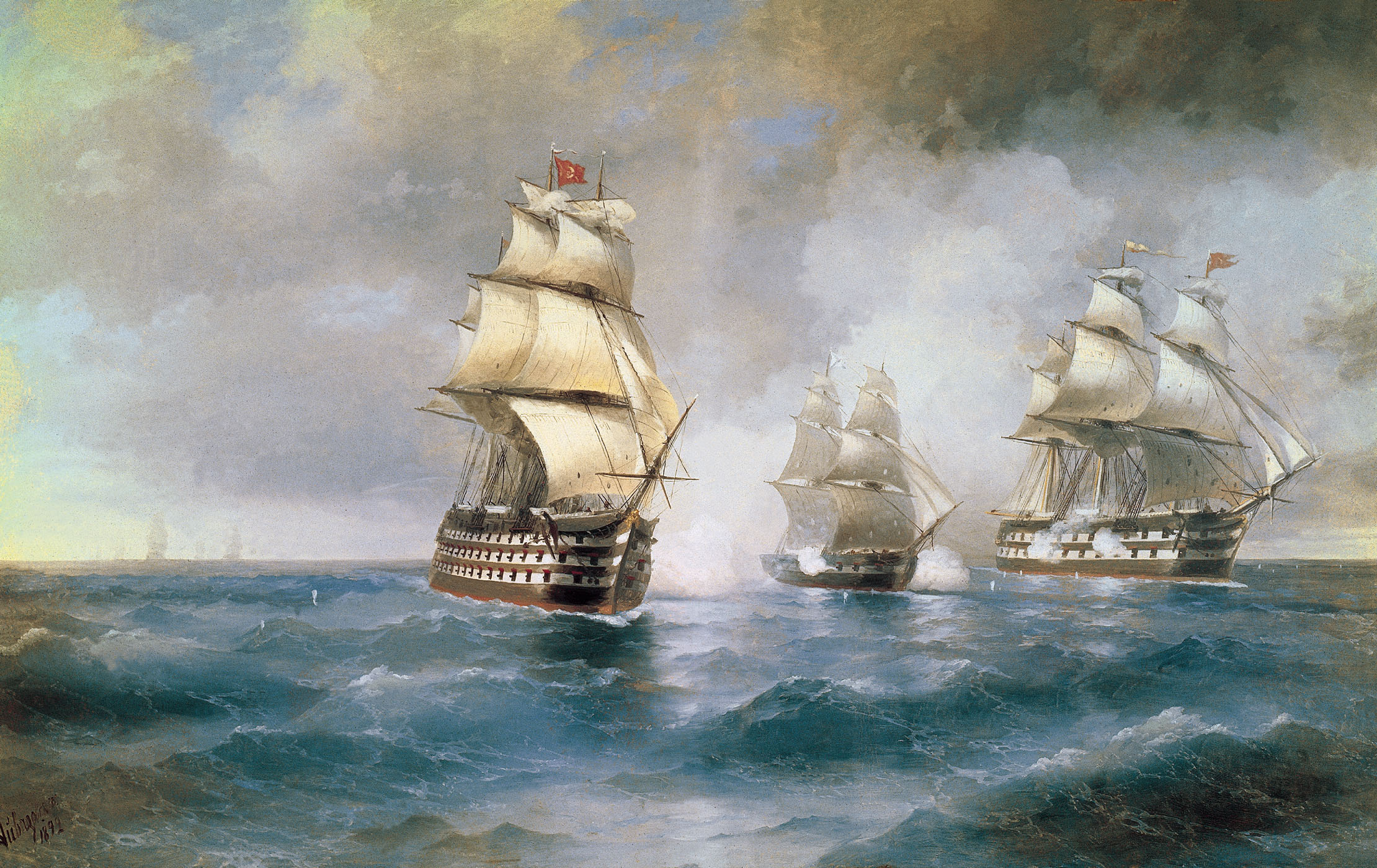
Бій брига «Меркурій»
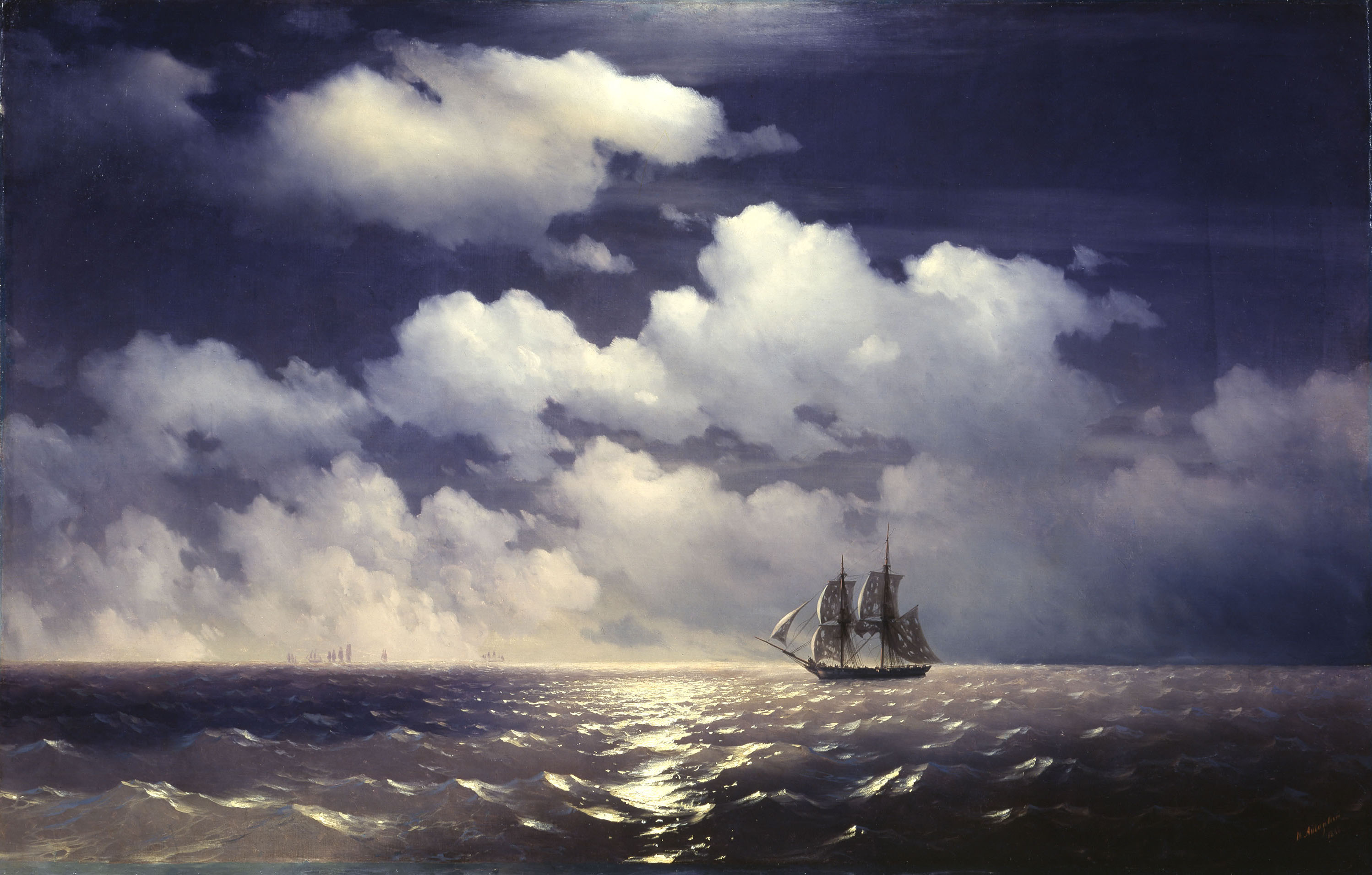
Бриг «Меркурій» після перемоги над двома турецькими кораблями зустрічається з російською ескадрою
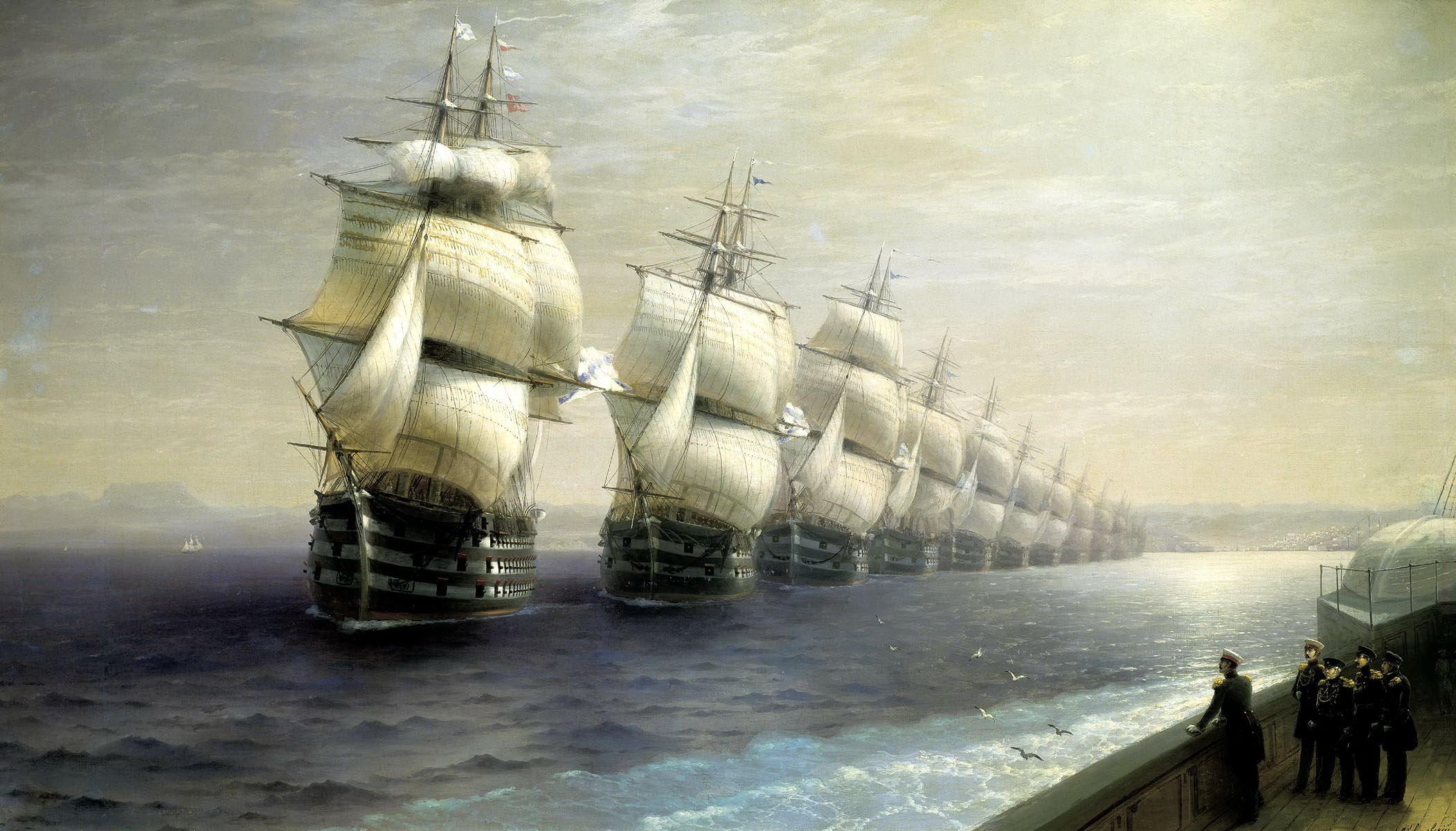
Огляд Чорноморського флоту у 1849 році
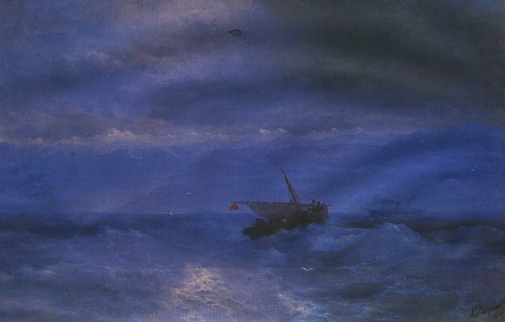
Кавказ. Вид на море
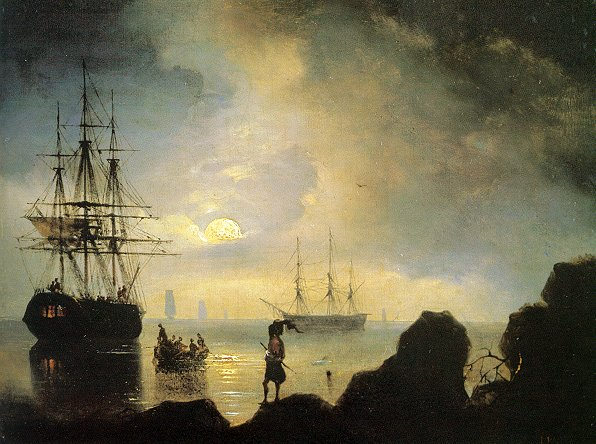
Рибалки на березі
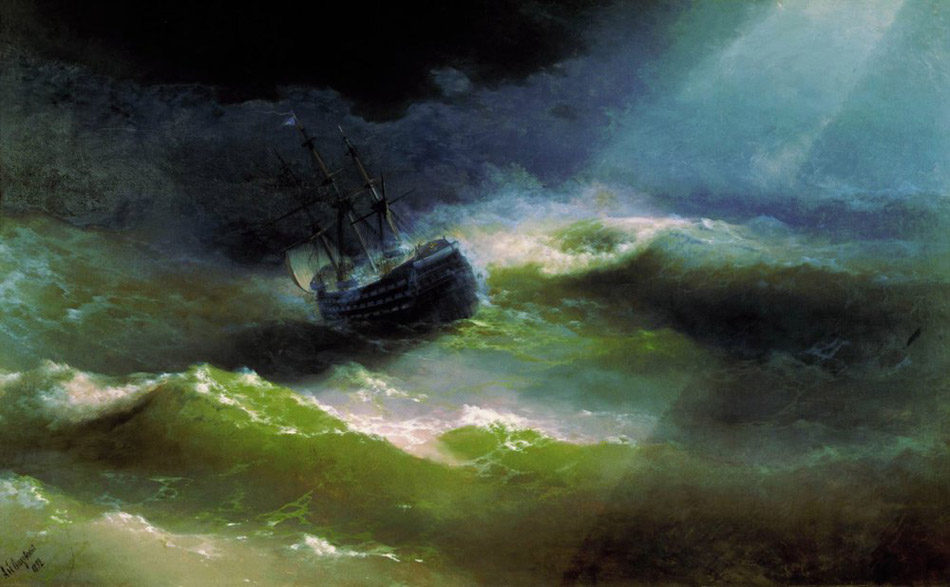
«Марія» в шторм
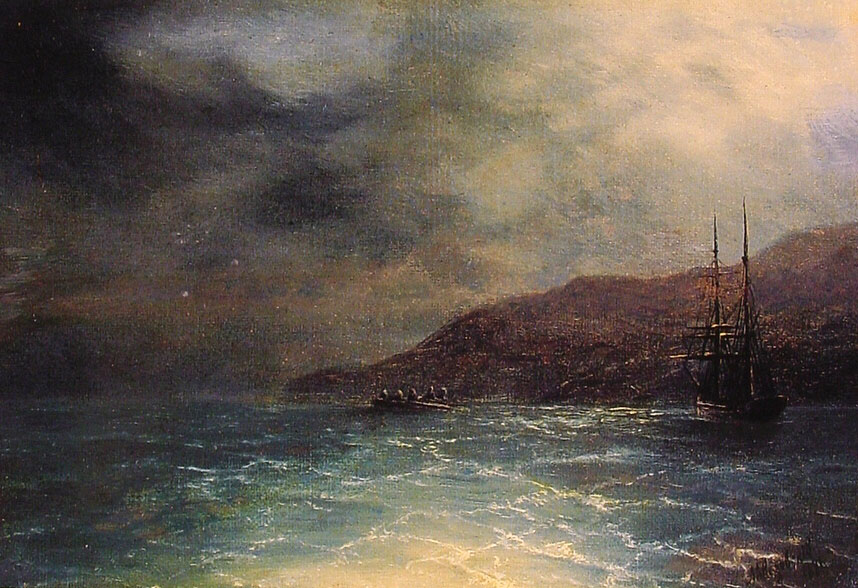
Нічна подорож
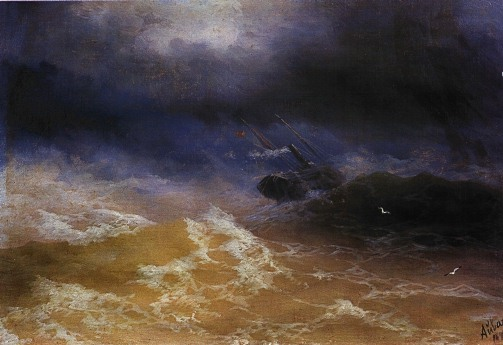
Шторм на морі
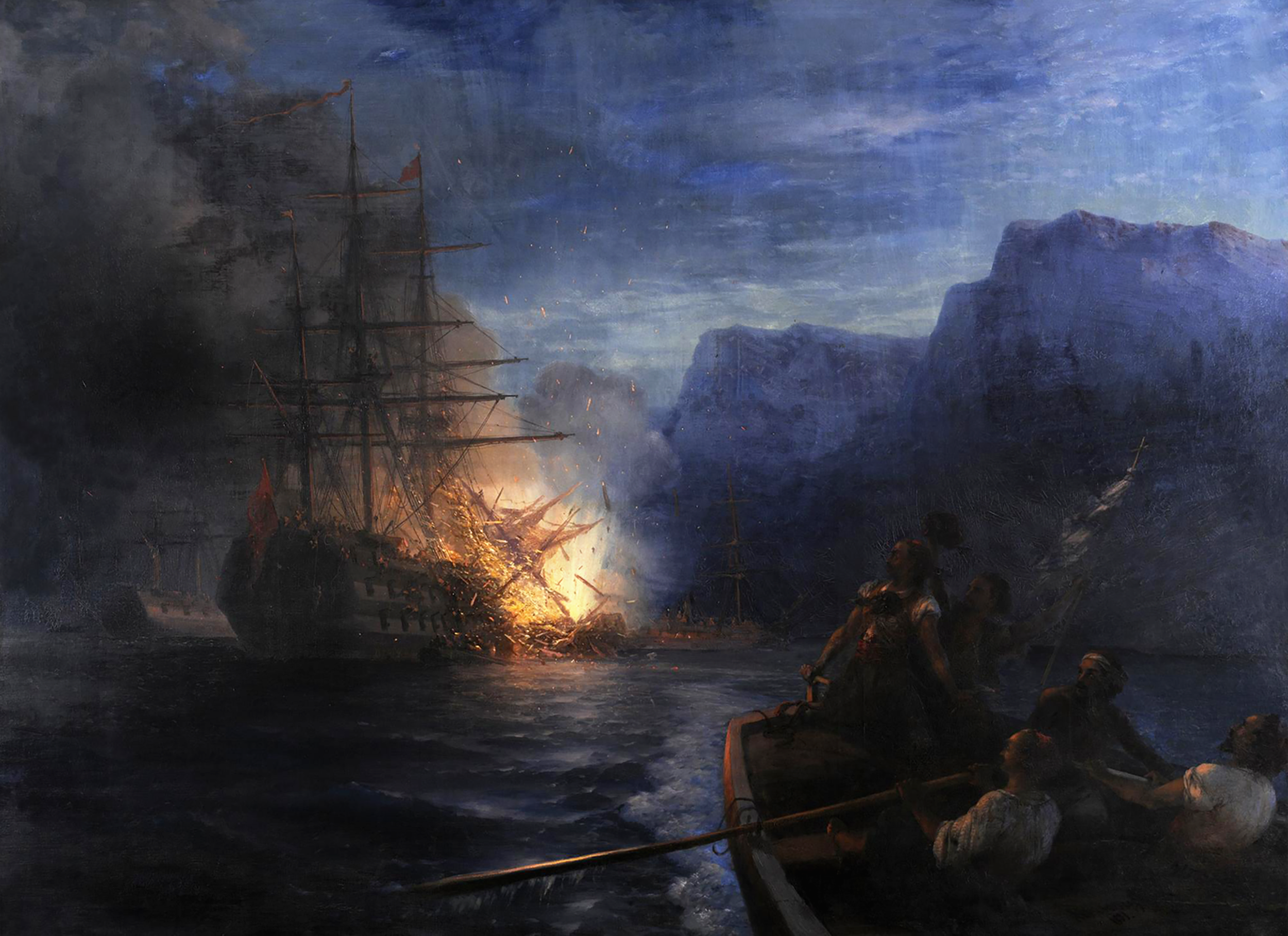
Спалення турецького флагмана на Хіосі Константіносом Канарісом
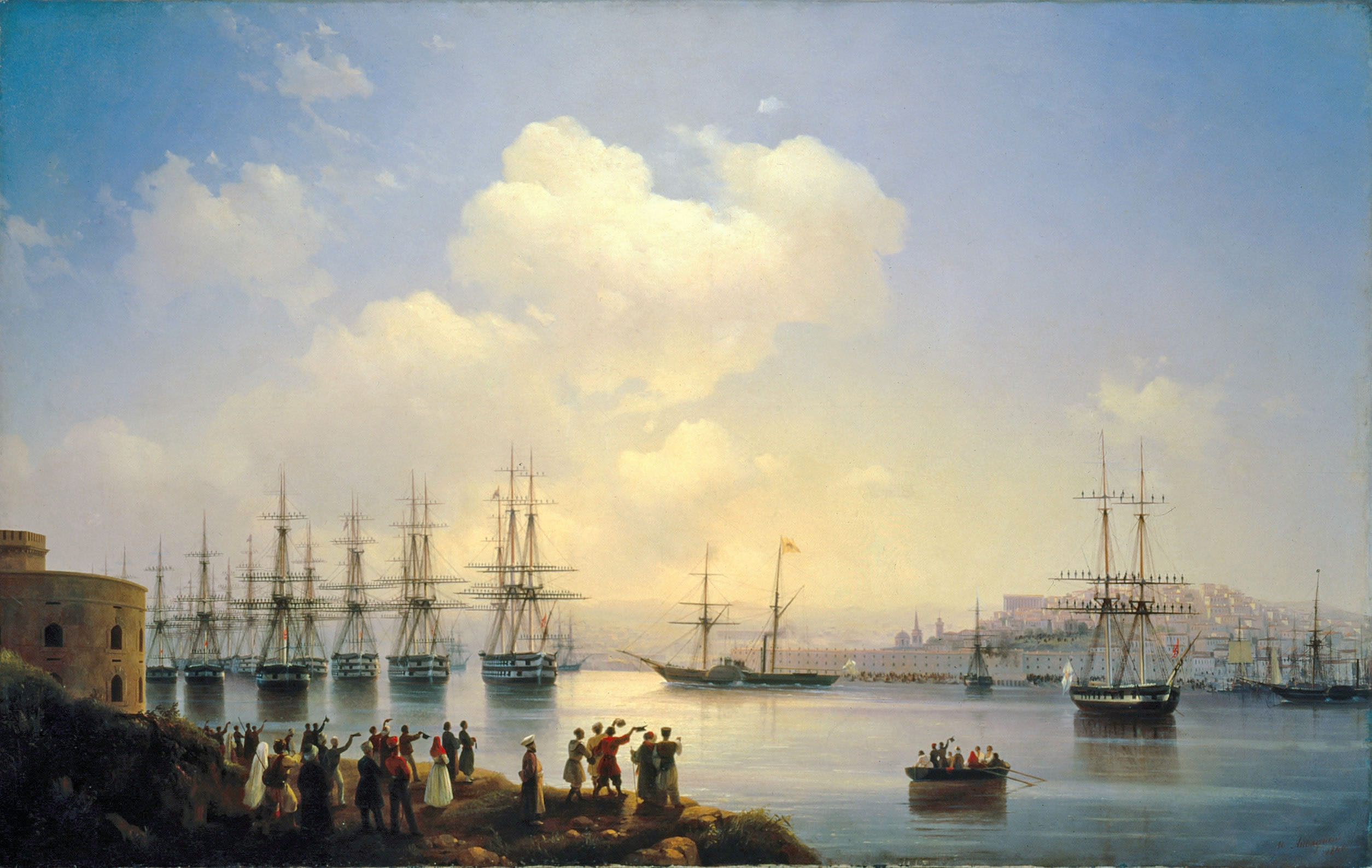
Російська ескадра на Севастопольському рейді
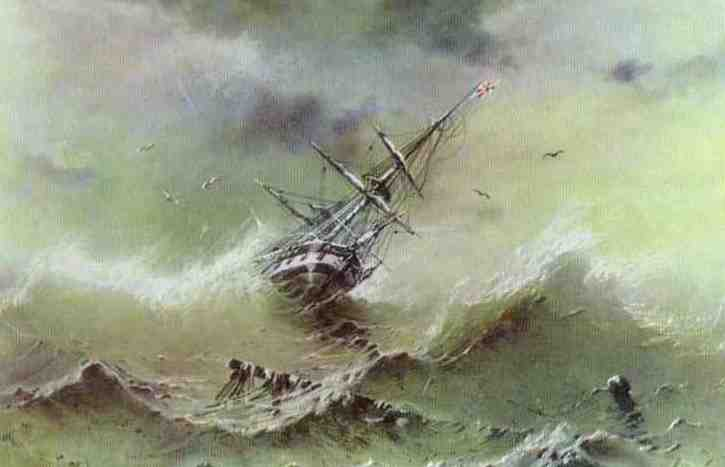
Шторм
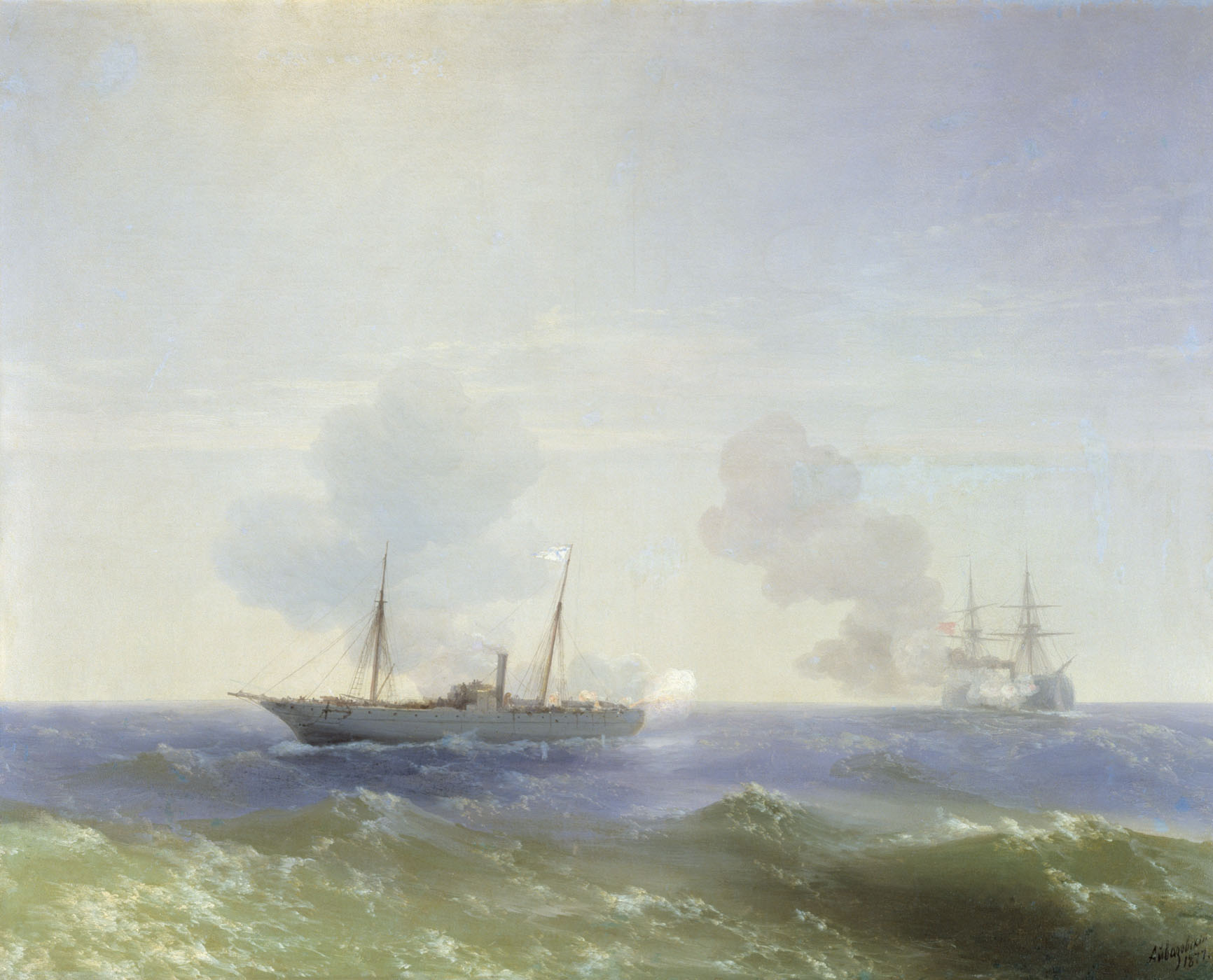
Бій пароплава «Веста» з турецьким броненосцем «Фетхі-Буленд» у Чорному морі 11 липня 1877 року»
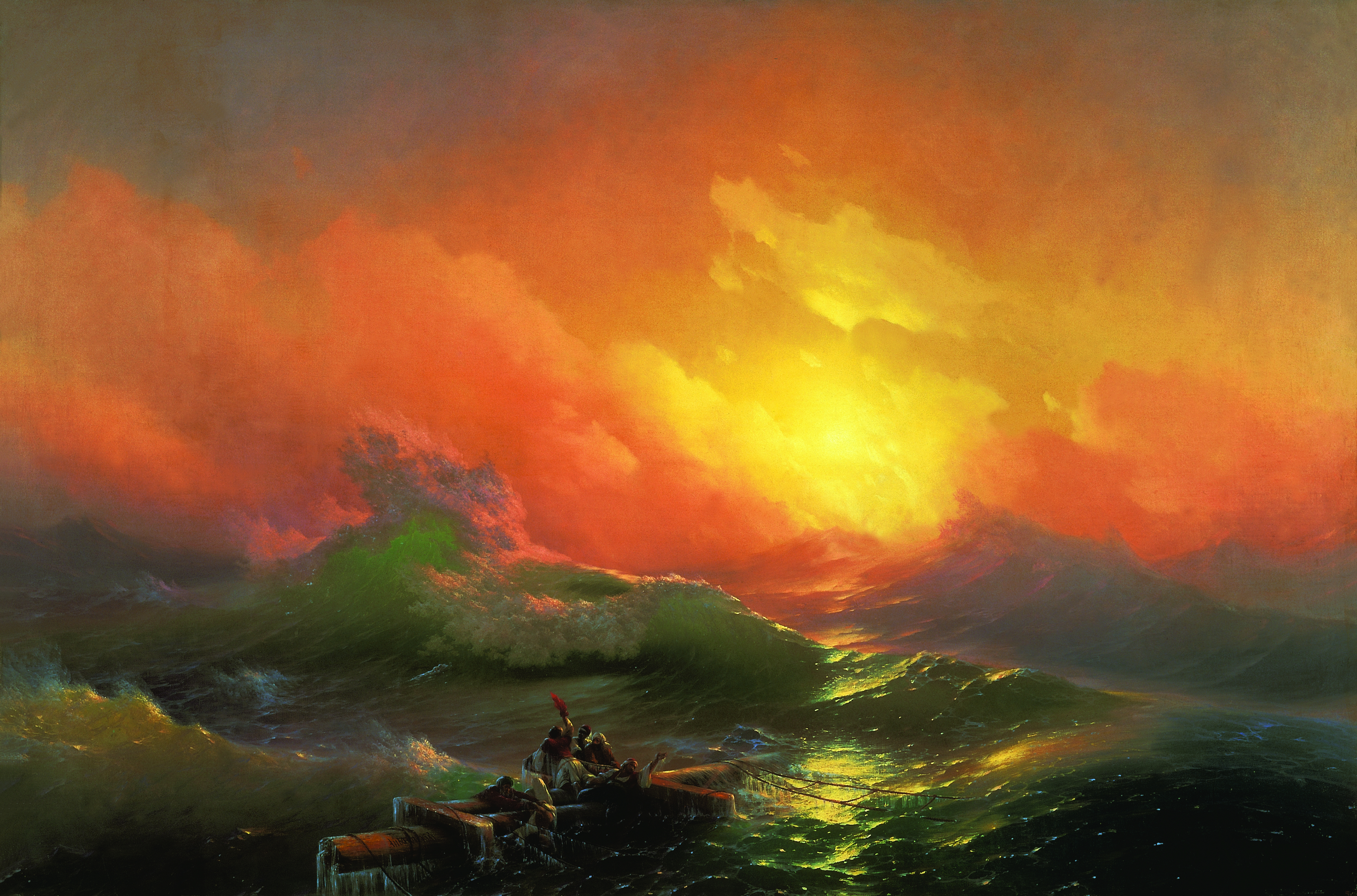
Дев'ятий вал
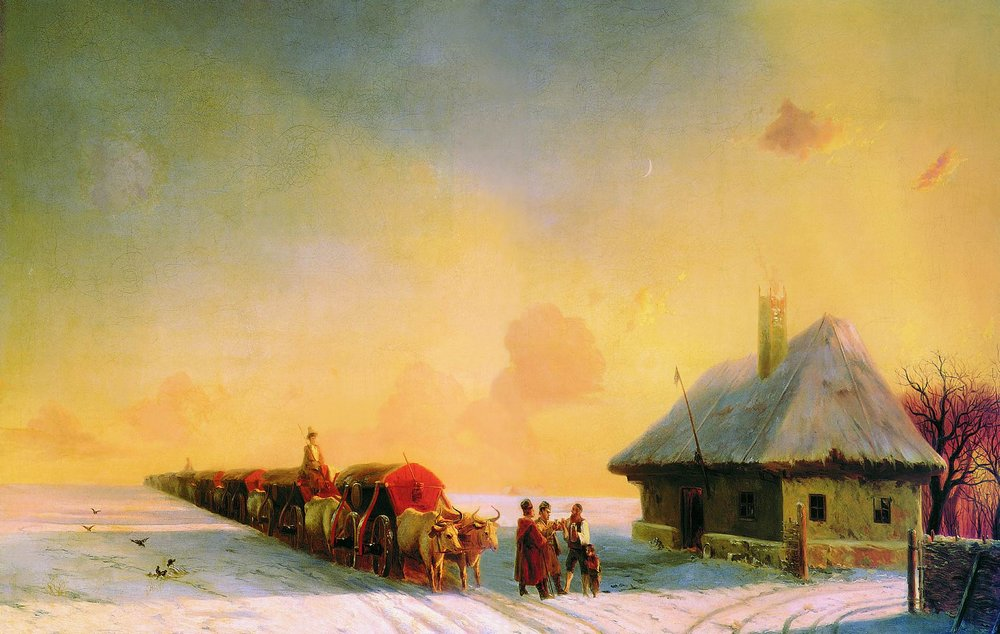
Чумаки в Малоросії
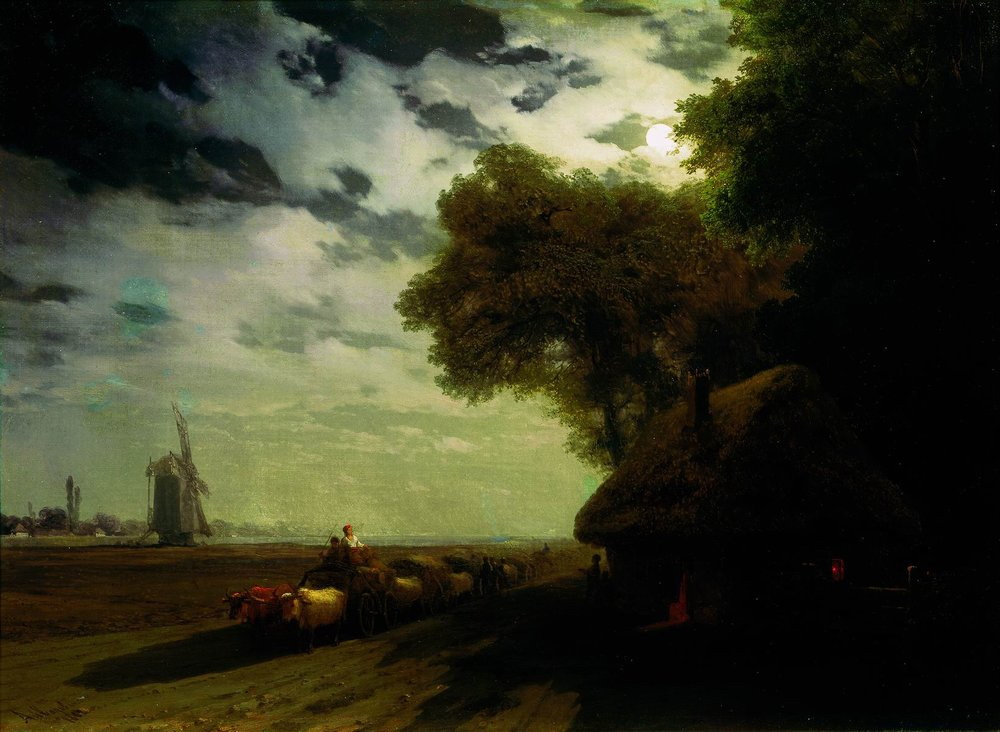
Український пейзаж з чумаками при місяці
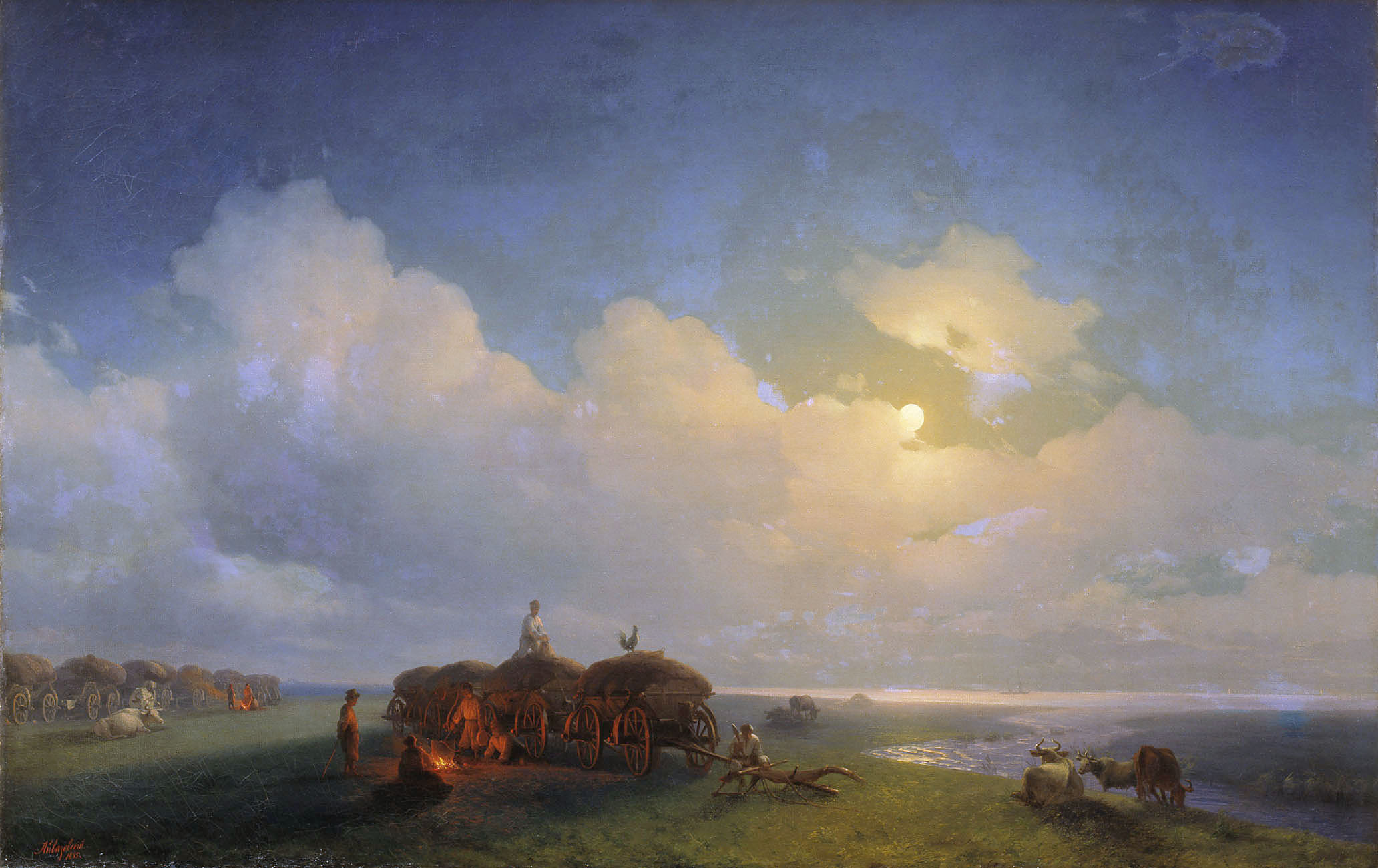
Чумаки на відпочинку
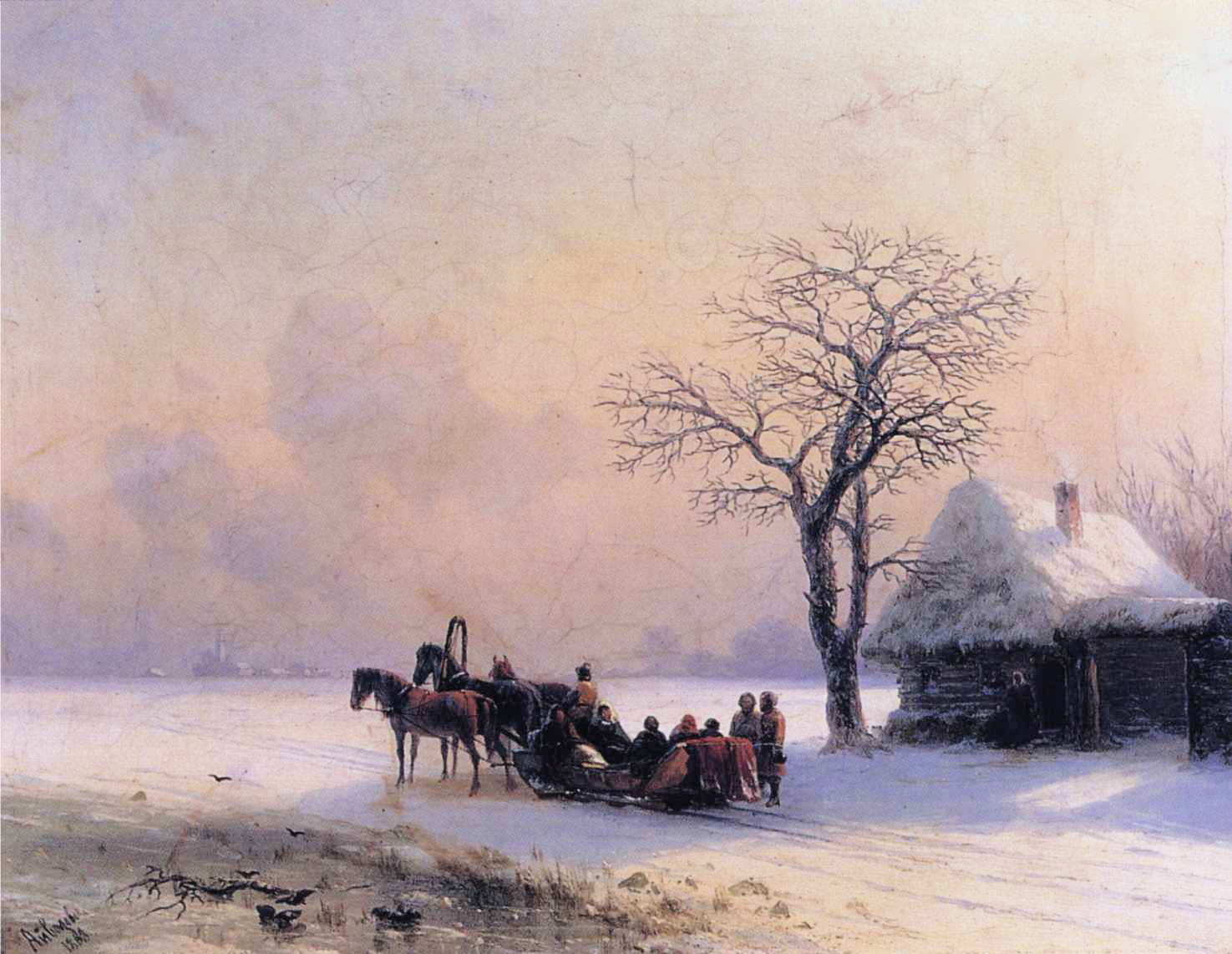
Зимова сцена в Малоросії
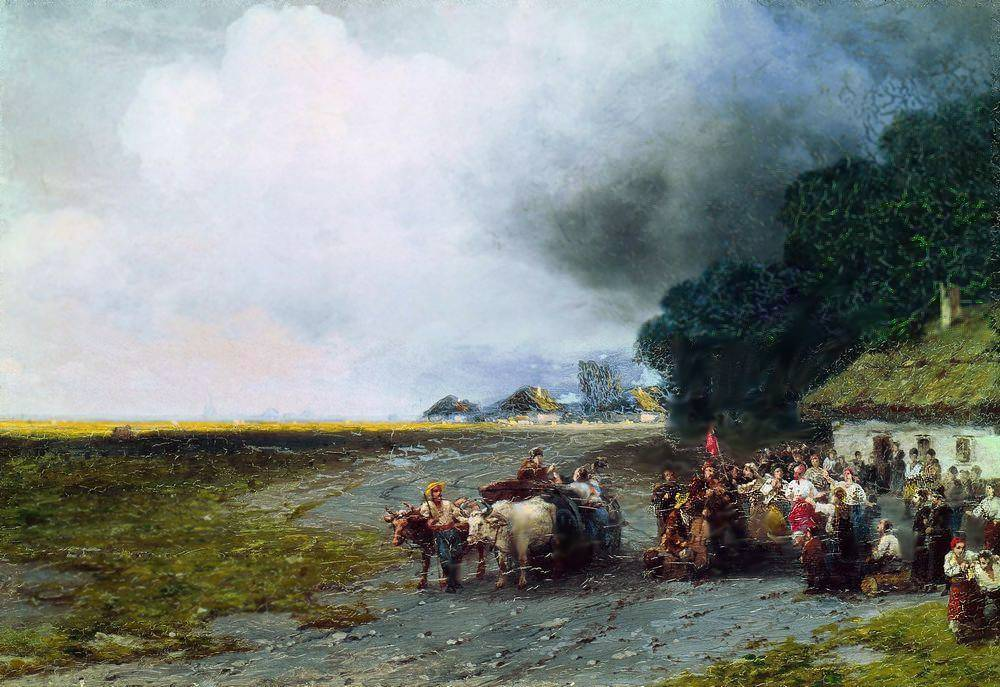
Весілля в Україні

### Аукціони. Затребуваність робіт на міжнародному художньому ринку

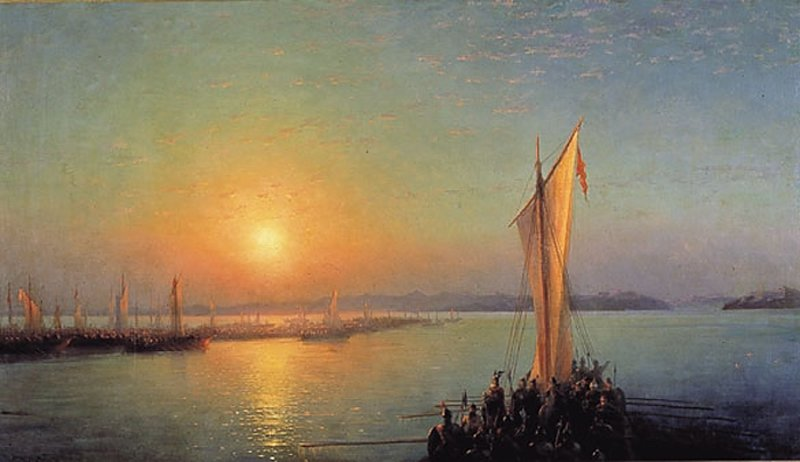
Картина І. К. Айвазовського «Варяги на Дніпрі» (інша назва — «Варязька саґа — шлях з варягів у греки» (1876), продана 1994 року на аукціоні «Сотбіс» в Лондоні за 200 тисяч фунтів

З 1994 року на аукціонах було продано роботи Айвазовського на суму кілька мільйонів доларів. Міжнародний авторитет творчості Айвазовського росте і далі, так 14 червня 2007 року на англійському аукціоні було продано полотно Айвазовського за 2 млн 710 тисяч фунтів — найбільша ціна, що коли-небудь була сплачена за його картину. А 22 квітня 2009 року картину Івана Айвазовського «Відплиття Колумба із Палоса» було продано за 1 млн 594 тис. доларів на аукціоні «Сотбіс» у Нью-Йорку.

### Твори у музеях Києва
У Києві є 18 оригіналів творів Івана Айвазовького — 13 живописних і 5 графічних. Всі вони зберігаються в Київській картинній галереї. У експозиції три картини:
- «Вид на острів Капрі» та «Горба в полі», створені в 40-х роках ХІХ століття,
- «Буря» 1862 року.

### Твори в інших країнах
У лютому 2023 року Музей мистецтва Метрополітен в описі до картин, які зберігаються у його фондах («Корабель у бурхливому морі» (1892), «Корабель при місячному світлі» та інші), змінив приналежність художника з російської на українську та зазначив, що Іван Айвазовський — український художник з Автономної Республіки Крим.

## Пам'ять
У будинку Айвазовського у Феодосії діє художня галерея його імені, а перед будинком йому встановлено пам'ятник. З галереї у Феодосії 11 липня 2016 року російськими загарбниками незаконно було вивезено до Третьяковської галереї 38 картин художника.
Іменем художника названі вулиці міст (див. вулиця Айвазовського) і деякі населені пункти.
На його честь названо залізничну станцію та астероїд 3787 Айвазовський.
У листопаді 2021 року Київська картинна галерея відзначила 100-річчя. Тому в музеї запустили проєкт «У вимірі часу», який складався з трьох виставок, де представляли і твори Івана Айвазовського.

### Пам'ятники
Єреван
- 1983 року скульптор Хачар (Рафік Гарегинович Хачатрян) створив мідний скульптурний портрет «Іван (Ованнес) Айвазовський, великий мариніст».
- 1 травня 2003 року в центрі Єревана в одному зі скверів біля Будинку камерної музики був встановлений пам'ятник роботи Огана Петросяна.

Кронштадт
15 вересня 2007 року в Кронштадті був пам'ятник Айвазовському. Бюст художника знаходиться на Макарівської набережній неподалік морської фортеці, що прикриває морські підходи до Санкт-Петербурга. Скульптор — Володимир Горевий.
Сімферополь
Пам'ятник братам Айвазян (власне Івану і Габріелу) в сквері імені П. Ю. Дибенка встановлений за ініціативою і на кошти вірменського національного товариства Криму «Луїс». Скульптори — Л. Токмаджян із синами, архітектор — В. Кравченко.
Феодосія
- 1930 року в будинку художника був встановлений пам'ятник роботи скульптора І. Я. Гінцбурга, кам'яний постамент виконав феодосійський майстер Яні Фока. На п'єдесталі лаконічний напис: «Феодосія — Айвазовському». Спочатку відкриття пам'ятника передбачалося приурочити до 1917 року — сторіччя від дня народження Айвазовського, але революційні події відсунули цей термін.
- Фонтан Айвазовського, виконаний за проєктом і на кошти самого художника, був кінцевою точкою водопроводу, який призначався для роздачі води, що надходила до міста з джерел, що належали художнику. Спочатку фонтан думали назвати ім'ям Олександра III і навіть була приготовлена плита з ім'ям імператора, але потім було вирішено дати фонтану ім'я Айвазовського. Місце, де ім'я імператора замінили на Айвазовського, чітко видно.
- 1890 року на вулиці Італійській (нині вул. Горького), на знак вдячності сім'ї Айвазовського за подаровану містянам воду з Субаських джерел, був побудований фонтан-пам'ятник. На постаменті була встановлена бронзова жіноча фігура, що тримала в руках мушлю, з якої стікала вода до кам'яної чаші і, переповняючи її через краї, спадала в басейн, який піднімається над землею. З боку фігури перебувала увінчана лаврами палітра з написом «Доброму генію». У період Другої світової війни пам'ятник був втрачений. 2004 року фонтан був відтворений (скульптор Валерій Замеховський) з новим написом «Великому Айвазовському і учням його вдячна Феодосія» і прізвищами по сторонах: Фесслер, Латрі, Ганзен, Лагоріо.

Ханкенді
- Пам'ятник Івану Айвазовському у Степанакерті (автор Салават Щербаков) з'явився у грудні 2021 року як частина «Алеї російської слави». 29 липня 2025 року монумент було знесено.

Галерея
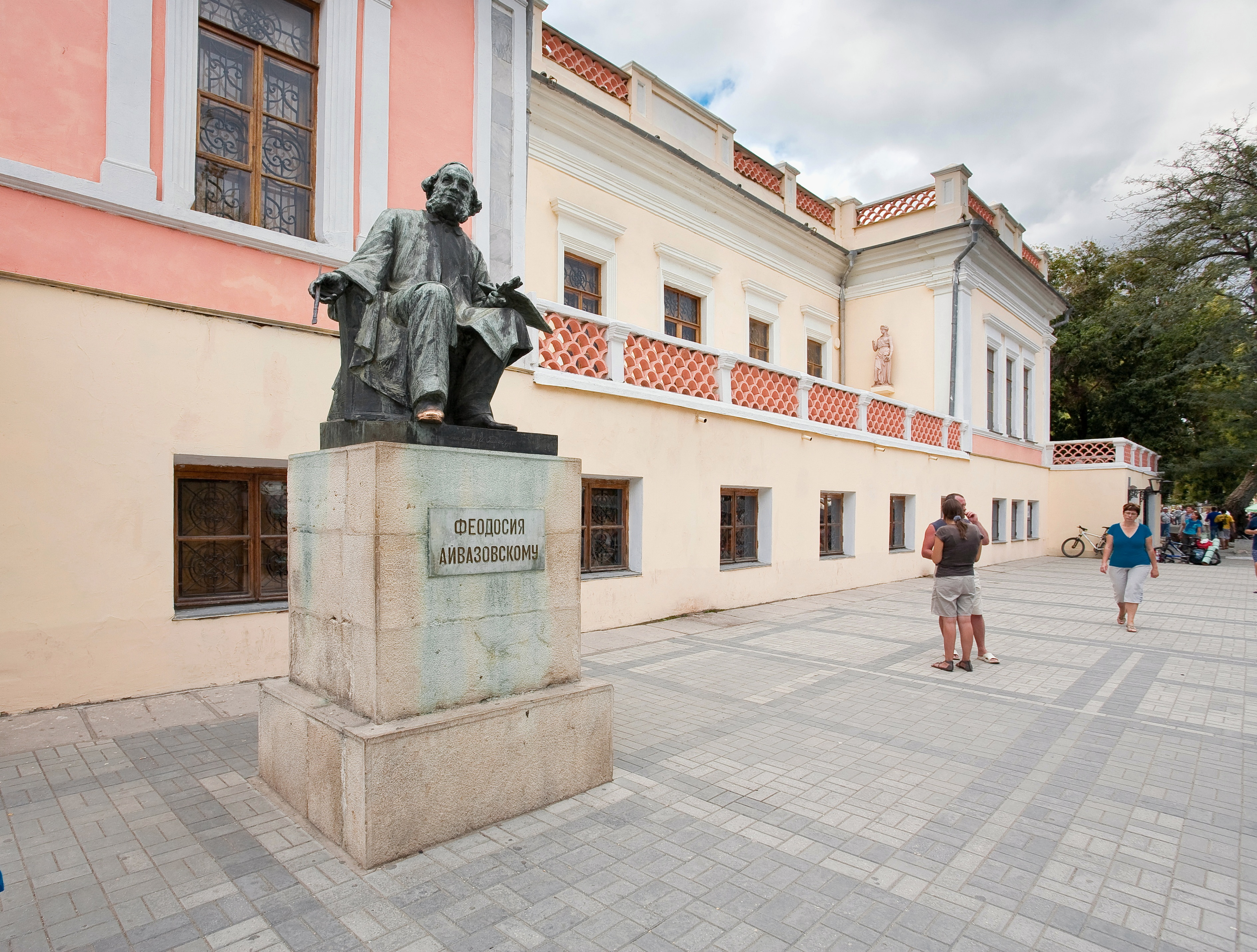
Будинок, в якому мешкав Айвазовський
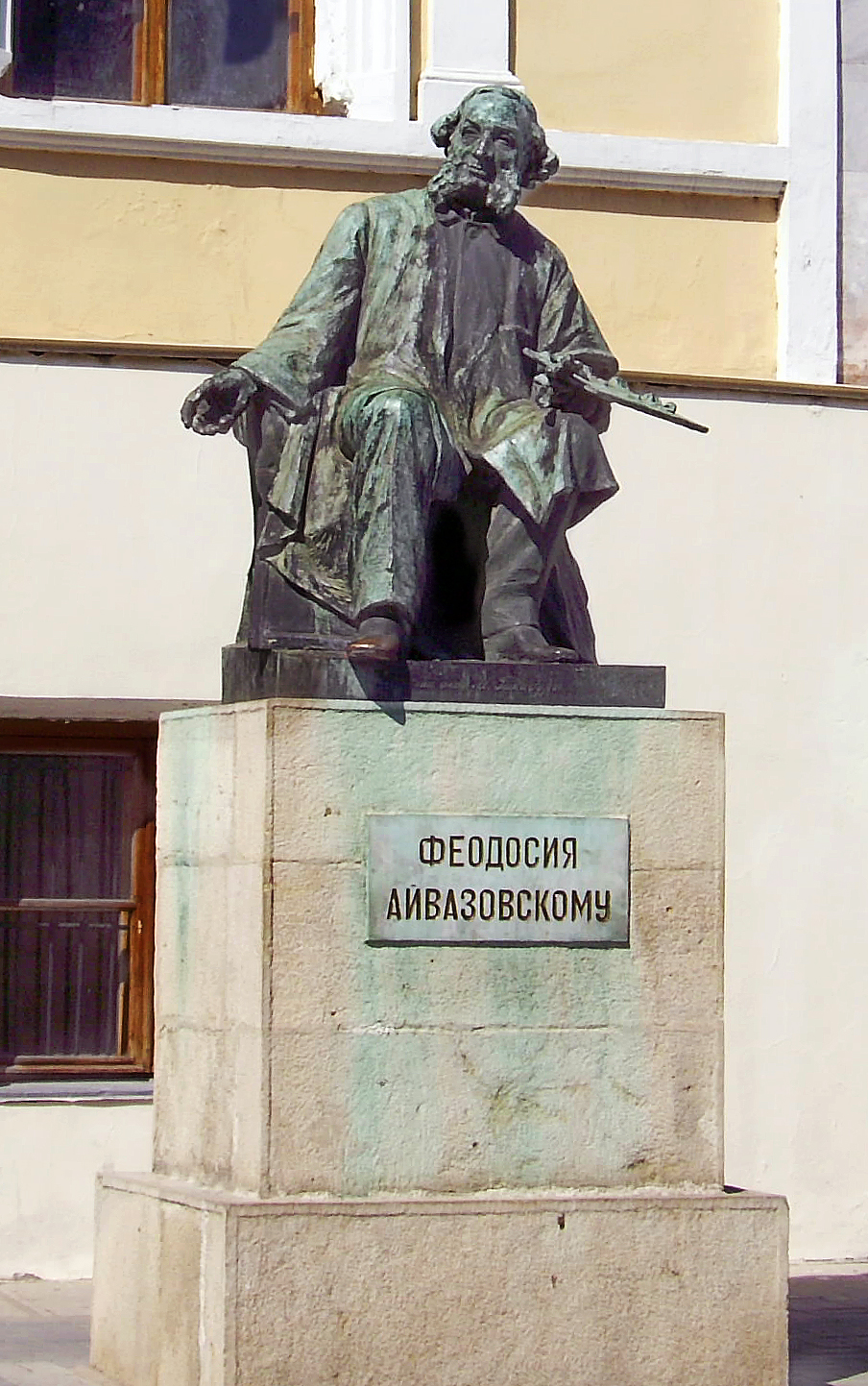
Пам'ятник Айвазовському у Феодосії
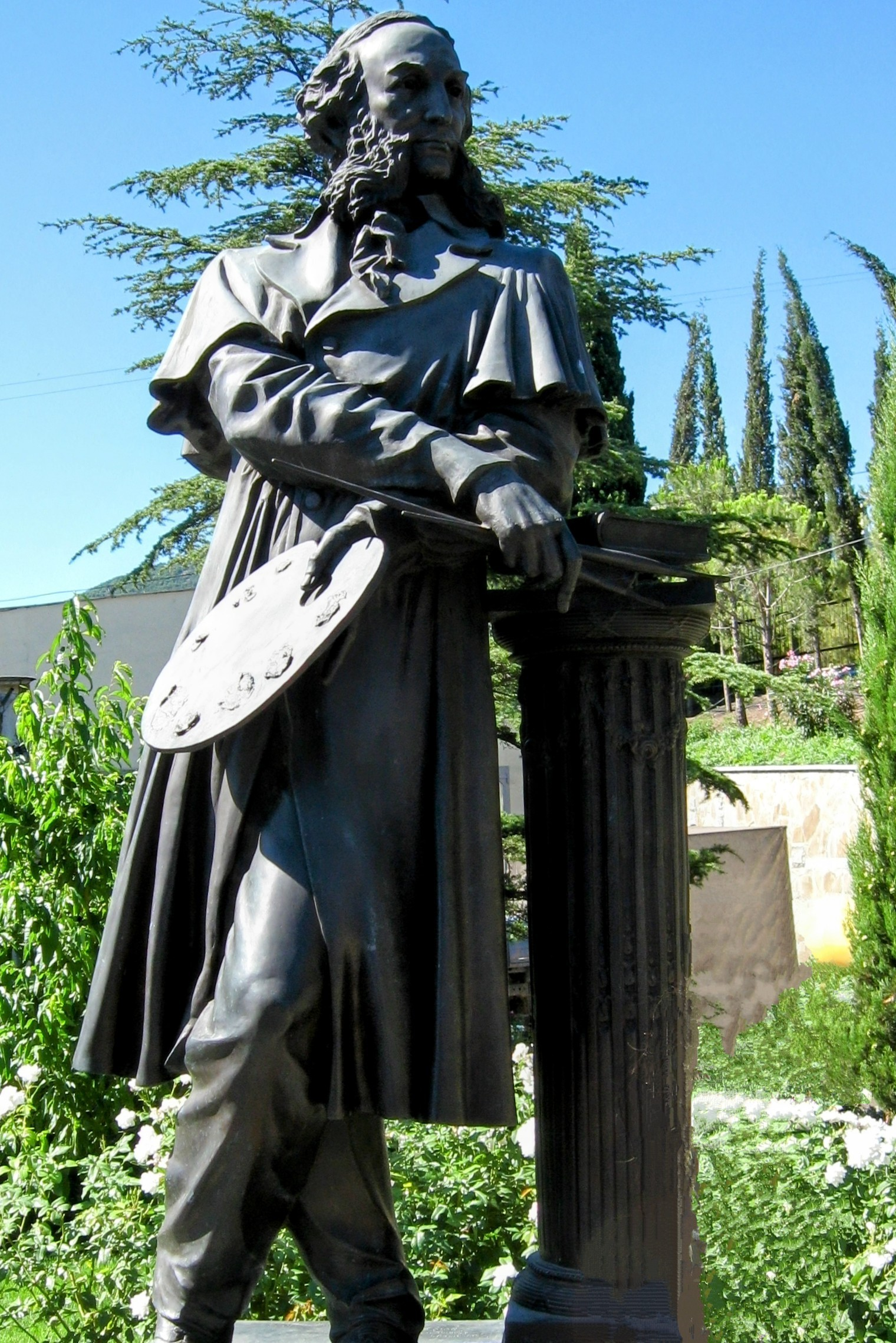
Статуя Айвазовському в парку будинку відпочинку «Айвазовське» в Партеніті

### Пам'ятні монети в честь І.К.Айвазовського
Центральні банки України, Росії та Вірменії час від часу вводять в обіг монети, присвячені Айвазовському.
11 липня 2017 року Національний банк України в серії «Видатні особистості України» випустив ювілейну нейзильберову монету, присвячену художнику.

### Довідково-енциклопедична література
- Айвазовський Іван Костянтинович // Митці України : Енциклопедичний довідник. / упоряд. : М. Г. Лабінський, В. С. Мурза ; за ред. А. В. Кудрицького. — Київ : «Українська енциклопедія» імені М. П. Бажана, 1992. — С. 16 . — ISBN 5-88500-042-5.
- Бикова Т. Б. Айвазовський Іван Костянтинович [Архівовано 18 квітня 2016 у Wayback Machine.] // Енциклопедія історії України : у 10 т. / редкол.: В. А. Смолій (голова) та ін. ; Інститут історії України НАН України. — К. : Наукова думка, 2003. — Т. 1 : А — В. — С. 49. — ISBN 966-00-0734-5.
- Романенкова Ю. В. Айвазо́вський, Іва́н Костянти́нович // Велика українська енциклопедія. — К.: Державна наукова установа «Енциклопедичне видавництво», 2016. — Т. 1: А — акц. — С. 452—453. (те ж саме на електронному порталі ВУЕ [Архівовано 15 квітня 2022 у Wayback Machine.])

### Монографічна та інша література
- Айвазовский: Документы и материалы. — Ереван, 1967.
- Барсамов Н. С. Иван Константинович Айвазовский. 1817—1900. — Москва, 1967.
- Галерея Айвазовского / Барсамова С. О. — Симферополь: Крым, 1968. (PDF-файл [Архівовано 24 січня 2022 у Wayback Machine.])
- Іван Айвазовський = Aivazovsky Ivan / Київський національний музей російського мистецтва; упоряд. Ю. Вакуленко. — К.: б. в., [20--]. — 19 с.: кольор. іл. — Текст парал. укр., англ.
- Иван Айвазовский: монография / Текст Г. Чурак. — М.: Белый город, 2001. — 64 с. (Мастера живописи). — ISBN 5-7793-0217-0. (рос.)
- І. К. Айвазовський в Миколаєві. 200 років тріумфу: каталог / Росляков С. М., Тверітінова Л. Є., Сафонова Н. Д.; під ред. Давтяна Д. А., Рослякова С. М.; Спілка вірмен України Миколаївської обл. — Миколаїв: Літопис, 2017. — 32 с.: кольор. іл. — 200 пр.
- Іван Костянтинович Айвазовський в колекції Одеського художнього музею / За ред. Н. Я. Рихтік. — Одеса: «Астропринт», 2012. — 26 с. [Архівовано 4 травня 2016 у Wayback Machine.]
- Мистецтво України: Біографічний довідник. — К., 1997. — С. 11.
- Новоуспенский Н. Иван Айвазовский. — М.: Аврора, 2006. — 160 с. (рос.)
- Собко Н. П. Словарь русских художников. — Т. 1. — Выпуск 1. — Санкт-Петербург, 1893. [Архівовано 1 лютого 2017 у Wayback Machine.] (рос.)
- Художники народов СССР: Библиографический словарь. — Т. 1. — Москва, 1970. (рос.)
- Aivazovskii Ivan Konstantinovich 1817—1900: Iwan Ajwazowski: czas i wieczność = Ivan Aivazovsky: time and eternity = Հովհաննես Այվազովսկի: Ժամանակ և հավերժություն / Ivan Konstantinovich Aivazovskii; teksty Shahen Khachatryan; tłumaczenia Karolina Berezowska. — Ivan Aivazovsky time and eternity. — Sopot: Państwowa Galeria Sztuki w Sopocie, 2014. — 223 p.: col. ill.; 22 cm Catalog With supercover. — ISBN 9788361270850. (пол.)(англ.)(вірм.)
- Borozan Igor, Borić Tijana In Pursuit of the Sublime: Ivan Konstantinovich Aivazovsky's Walking upon the Sea (1849) from the State Art Collection of the Royal Compound in Serbia // Актуальные проблемы теории и истории искусства. — Санкт-Петербург: Санкт-Петербургский государственный университет, 2016. — № 6. — С. 578—584. [Архівовано 21 липня 2018 у Wayback Machine.]